# Provincia de La Mancha
La Mancha fue una antigua provincia española, oficial desde 1691 hasta 1833. Históricamente se ha asignado a La Mancha al territorio que se delimitaba desde los Montes de Toledo hasta la falda occidental de la serranía de Cuenca, la Manchuela y altiplano de Yecla; y desde la Alcarria hasta sierra de Segura y Sierra Morena, entrando en esta demarcación la denominada Mesa de Ocaña y del Quintanar, los partidos de Belmonte y San Clemente, y los terrenos de las órdenes militares de Santiago, San Juan y Calatrava, con toda la sierra de Alcaraz (o sierra de La Mancha).
Eran sus confines: al norte, la provincia de Toledo; al este, los reinos de Valencia y Murcia; al sur, los de Córdoba y Jaén; y al oeste, las provincias de Extremadura, extendiéndose 53 leguas de este a oeste y 33 de norte a sur.
El objetivo era que se necesitaba definir una nueva provincia para una mejor gestión administrativa y judicial del antiguo reino de Toledo, debido a la gran distancia que separaba a muchos de sus pueblos de esta capital. Por lo que una buena parte de La Mancha procedente de este reino sirvió de base para elaborar el marco de esta nueva provincia, partiendo de lo que se suponía como La Mancha geomorfológica, entendida como llanura rasa y árida pero fundamentada, además, en antecedentes históricos y culturales (aspectos culinarios, líricos, consuetudinarios, etc.).
La capital de esta provincia fue Ciudad Real, salvo un pequeño periodo entre 1750 y 1761 en que lo fue Almagro. Por este motivo, Ciudad Real recibe el sobrenombre de "la capital de La Mancha".

## Orígenes, expansión y disolución

Reino de Toledo en 1590 de donde se desgaja la provincia de La Mancha.

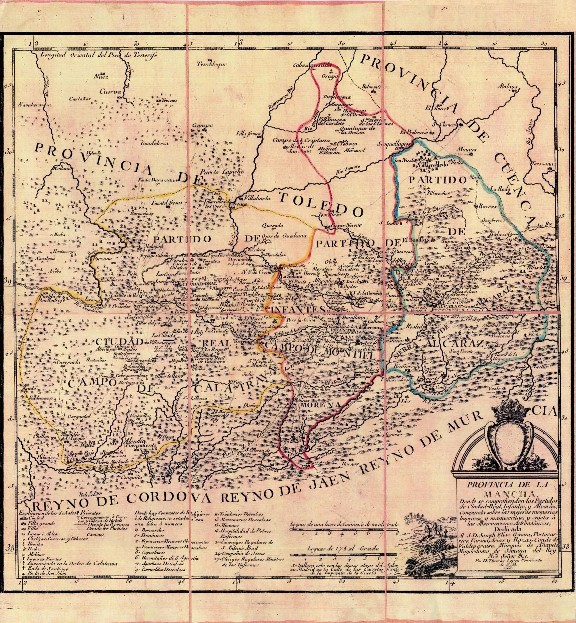
Antigua Provincia de La Mancha (cartografía de Tomás López Pensionista. Año 1765).

Dentro del reino de Toledo y de la corona de Castilla, a cuya jurisdiscción ha pertenecido siempre, la parte oriental fue comúnmente denominada Mancha de Monte-Aragón, por llamarse así la sierra que media entre Chinchilla y el reino de Valencia, y el resto, simplemente Mancha. Más tarde se dividió también en Mancha Alta y Mancha Baja, según el nivel y curso de las aguas fluviales, comprendiendo la primera la parte NE. desde Villarrubia de los Ojos hasta Belmonte, y la segunda la parte SO. incluyendo los campos de Calatrava y de Montiel pero dependientes ambas del reino de Toledo, parte a su vez de la corona de Castilla salvo algunas jurisdicciones especiales enclavadas en la misma (señoríos).
Así continuó hasta que en el año 1691, considerando el Gobierno que el reino de Toledo tenía demasiada extensión para ser bien administrado, creyó conveniente dividirla en dos, y segregaba de él los partidos de Alcaraz, Almagro, Ciudad Real e Infantes, para formar la primera fase de la provincia de La Mancha, pero que en 1765 llegó a reducirse a 3 partidos: Ciudad Real-Campo de Calatrava, Infantes-Campo de Montiel y Alcaraz, como antigua provincia o Mancha histórica cuya expresión cartográfica dejó plasmada Tomás López y cuya capital era Ciudad Real, sin que los demás terrenos tradicionalmente manchegos del sector norte y orientales, no comprendidos en esta primera agrupación, perdieran por esto la denominación geográfica que hoy conservan.
Por lo que algún tiempo después en una segunda fase, por Orden de S. M. por el Conde de Floridablanca de fecha 22 de marzo de 1785, también se incorporarían otros pueblos de la Orden de Santiago que componían la Mesa del Quintanar de la Orden. Y posteriormente, en 1799, municipios del gran priorato de San Juan, pertenecientes también a la provincia de Toledo. Por lo que los municipios integrados en esta segunda fase componen en parte lo que se conoce como Mancha Moderna.
En 1808 el gobierno afrancesado de José Bonaparte, a imagen de los modos territoriales franceses, estableció la Prefectura de La Mancha dividida en dos Subprefecturas; la de Ciudad Real y la de Alcaraz.
Después de estos arreglos y organizaciones, esta provincia fue enteramente disuelta por el Real Decreto de 30 de noviembre de 1833 (como sucedería con Cartagena). Los municipios que la componían se distribuyeron en 4 provincias distintas. La mayor parte de ellos pasó a formar parte de la provincia de Ciudad Real, quedando el partido del antiguo Alfoz de Alcaraz en la nueva provincia de Albacete y añadiéndose otros a las provincias de Cuenca y Toledo. Por esto se reconoce actualmente a la región de la Mancha, como una "región prófuga" dispersa entre estas provincias.

## Provincia de La Mancha, según la Orden de S.M. de 22 de marzo de 1785

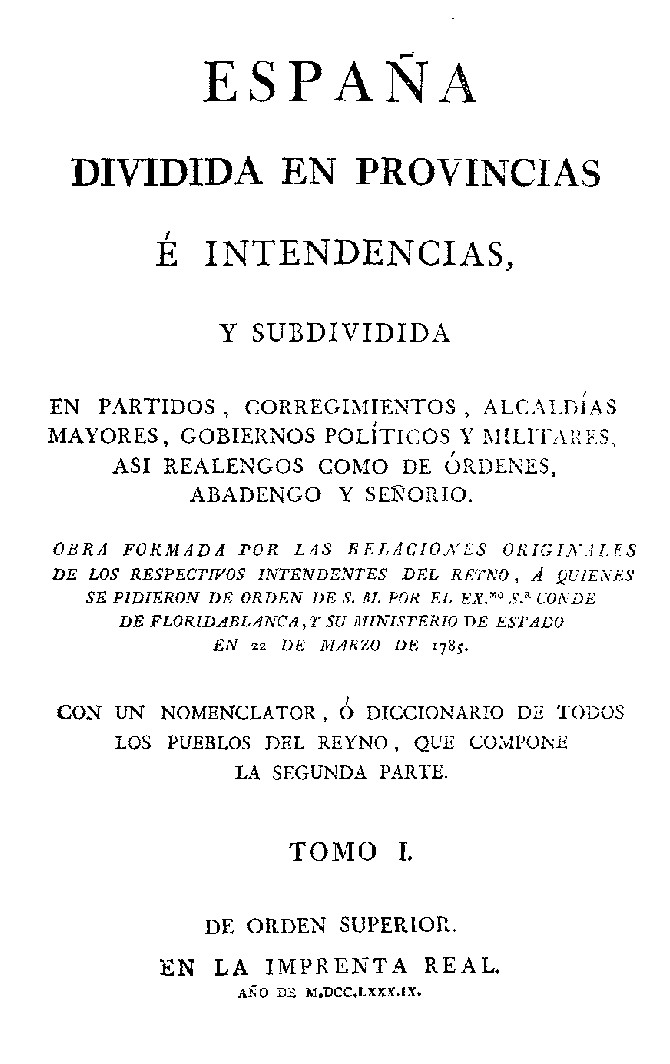
Encabezamiento de publicación de la Orden de S.M. de 22 de marzo de 1785 (Año 1789).

En esta se describía la provincia de La Mancha según 3 partidos, cada uno de los cuales comprendía ciudades y villas, y también aldeas, lugares y sitios (de estos últimos, se citan aquí solo los que más tarde se ha convertido en municipios).
- Partido de Villanueva de los Infantes, de la Orden de Santiago:
Albaladejo, Almedina, Alhambra, Alcubillas, Beas (hoy de Jaén), Castellar, Cañamares (hoy despoblado), Chiclana (hoy de Jaén), Cózar, Carrizosa, Fuente-Llana, Infantes, Membrilla, Montiel, Ossa, Puebla, Santa Cruz de los Cáñamos, Solana, Torre de Juan Abad, Terrinches, Torrenueva, Villa Hermosa, Villa Manrique.
También agregados de la Mancha de Quintanar al Partido de Infantes: Cabeza Messada, Campo de Criptana, Miguel Esteban, Hinojoso de la Orden, Horcajo de las Torres, Quintanar de la Orden, Socuéllamos, Mota del Cuervo, Santa María de los Llanos, Tomelloso, Toboso, Villamayor de Santiago, Villanueva de Alcardete, y el Real Sitio de Ruidera,
- Partido de Alcaraz:
La ciudad de Alcaraz, y las villas de: Aina (Ayna), Balazote,  Ballestero, Barrax, Bienservida, Bogarra, Bonillo, Cotillas, Lezuza, Munera, Peñas de San Pedro, Riopar, San Pedro, Villa Nueva de la Fuente, Villa Palacios, Villa-Robledo y Villaverde.
También los lugares y aldeas pertenecientes directamente a la ciudad de Alcaraz: , Casa-Lázaro (Casas de Lázaro), Herrera, Masegoso, Paterna, Peñascosa, Pobedilla (Povedilla), Robredo (Robledo), Salobre, Vianos y Viveros.
Las aldeas de la villa de Ayna: Elche de la Sierra y Molinicos.
Las aldeas de la villa de Peñas de San Pedro: Pozo-Hondo y Pozuelo.
- Partido de Almagro, Orden y Campo de Calatrava:
La ciudad de Ciudad Real y las villas de Alcolea, Almagro, Aldea del Rey, Abenójar, Argamasilla, Agudo, Almadén, Almodóvar, Bolaños, Valenzuela, Valdepeñas, Ballesteros, Belvis (hoy Villanueva de San Carlos), Cabezarados, Caracuel, Carrión, Corral, Calzada, Cañada, Daymiel, Fuente del Fresno, Fuencaliente, Fernán Caballero, San Lorenzo, Almuradiel, Granátula, Luciana, Mestanza, Miguel Turra, Malagón, Moral, Manzanares, Pozuelo (de Calatrava), Pozuelos, Porzuna, Picón, Piedrabuena, Puebla de Don Rodrigo, Puertollano, Saceruela, Santa Cruz, San Carlos (hoy Villanueva de San Carlos), Torralba, Villar del Pozo, Villamayor, Villa-Rubia (de los Ojos) y Viso.
Las aldeas de las correspondientes villas: Alamillo (Almadén), Brazatortas (Almodóvar), Bolaños (Almagro), San Lorenzo (Mestanza), Hinojosas y Cabezas Rubias (Puertollano).